# Robert Lory
Robert Edward Lory (geboren am 29. Dezember 1936 in Troy, New York) ist ein amerikanischer Horror-, Science-Fiction- und Fantasy-Autor.

## Leben
Lory ist der Sohn von Edward und Dorothy Lory. Er studierte Geschichte und Sozialwissenschaften am Harpur College in Binghamton, wo er 1961 mit dem Bachelor abschloss. 1964 absolvierte er einen Famous Writers Course und 1973 einen Kurs der Washington School of Art.
Nach seinem Studium war er zeitweise Folksänger, Industriefotograf, machte Werbung und Public Relations für ein Elektrizitäts- und Gasversorgungsunternehmen, betrieb Verkaufsförderung für einen Zulieferer und betreute Publikationen der Reynolds Metals Company.
Ab 1967 arbeitete er für die Exxon Corporation, zunächst als Redakteur der Zeitschriften Esso Manhattan, Exxon Manhattan und Esso Eastern Review, danach als PR-Berater für Esso Eastern Inc. Seit 1968 ist Lory verheiratet mit Barbara Banner, mit der er vier Kinder hat. Seit 1971 ist er freier Schriftsteller.
1963 veröffentlichte Lory seine erste SF-Kurzgeschichte Rundown in Worlds of If, weitere Erzählungen folgten, die 1970 in A Harvest of Hoodwinks gesammelt erschienen. 1969 erschien ein erster Fantasy-Roman, The Eyes of Bolsk, dem 1970 die Fortsetzung Master of the Etrax folgte.
Die neunbändige Serie Return of Dracula erzählt als Mischung aus Actionthriller und Horror-Roman die Abenteuer des reichen Professors Damien Harmon, telekinetisch begabt und als Opfer eines Verbrechens gelähmt, der nun in Art eines Vigilanten einen Rachefeldzug gegen das Verbrechen führt, wobei er sich der Hilfe des unsterblichen Grafen Dracula bedient, den er durch einen implantierten Holzpflock zur Mithilfe zwingt. Unterstützt von Cameron Sanchez, seines Zeichens Experte für Kampfkunst, und der Gestaltwandlerin Ktara werden diverse Superschurken zur Strecke gebracht und ihre infernalischen Pläne vereitelt.
Ein Großteil der Bände erschien in deutscher Übersetzung in der Vampir-Taschenbuch-Reihe des Pabel-Verlags.
Ein weiterer Romanzyklus ist Horrorscope, in dem ein übermächtiges Wesen – Dämon oder verkörpertes Schicksal – die Sternzeichen zum Leben erweckt und grauenhaftes Unglück und Tod über unschuldige Menschen bringt.
Beide Serien sind dem Lexikon der Horrorliteratur zufolge „reiner Pulphorror für den Massenmarkt“. Lorys Science-Fiction wird von John Clute als  „hauptsächlich leichte, mit Fantasy versetzte Abenteuergeschichten, anspruchslos aber ordentlich“ beschrieben.
Unter dem Verlagspseudonym Paul Edwards verfasste Lory mehrere Bände der Romanreihe John Eagle, Expeditor (deutsch Protoagent John Eagle), eine Serie halbutopischer Agententhriller.
Nach 1976 sind sehr lange Zeit keinerlei Veröffentlichungen Lory nachgewiesen. Erst 2014 erschien Ragnarok!, ein Roman vor dem Hintergrund germanischer Mythologie.

## Bibliografie
Die Serien sind nach dem Erscheinungsjahr des ersten Teils geordnet.
Trovo (Romanserie)
- 1 The Eyes of Bolsk (1969)
- 2 Master of the Etrax (1970)

Shamryke Odell (Romanserie)
- 1 Masters of the Lamp (1970)
- 2 The Veiled World (1972)

The Return of Dracula (Romanserie)
- 1 Dracula Returns (1973)
  - Deutsch: Dracula kehrt zurück. Pabel (Vampir Taschenbuch #5), 1974. Auch als: Bastei (Dämonen-Land #16), 1990.
- 2 The Hand of Dracula (1973)
  - Deutsch: Draculas Opfer. Pabel (Vampir Taschenbuch #9), 1974. Auch als: Bastei (Dämonen-Land #112), 1994.
- 3 Dracula’s Brothers (1973)
  - Deutsch: Draculas Brüder. Pabel (Vampir Taschenbuch #13), 1974.
- 4 Dracula’s Gold (1973)
  - Deutsch: Draculas Goldschatz. Pabel (Vampir Taschenbuch #19), 1975.
- 5 The Drums of Dracula (1974)
  - Deutsch: Draculas Todestrommeln. Pabel (Vampir Taschenbuch #25), 1975.
- 6 The Witching of Dracula (1974)
- 7 Dracula’s Lost World (1974)
  - Deutsch: Draculas Todeskuß. Pabel (Vampir Taschenbuch #35), 1976.
- 8 Dracula’s Disciple (1975)
- 9 Challenge to Dracula (1975)
  - Deutsch: Draculas Fluch. Pabel (Vampir Taschenbuch #53), 1977.

John Eagle, Expeditor (Romanserie, als Paul Edwards)
- 3 The Laughing Death (1973)
  - Deutsch: Der lachende Tod. Ullstein Krimi #1702, 1975.
- 4 The Fist of Fatima (1973)
  - Deutsch: Fatimas Faust. Ullstein Krimi #1657, 1975.
- 6 The Glyphs of Gold (1974)
  - Deutsch: Die vier Zeros. Ullstein Krimi #1689, 1975.
- 8 The Death Devils (1974)
  - Deutsch: Die Mordteufel. Ullstein Krimi #1677, 1975.
- 10 The Holocaust Auction (1975)
  - Deutsch: Die einäugige Bombe. Ullstein Krimi #1767, 1976.

Horrorscope (Romanserie)
- 1 The Green Flames of Aries (1974)
- 2 The Revenge of Taurus (1974)
  - Deutsch: Die Horror-Party. Pabel (Dämonenkiller Taschenbuch #8), 1975.
- 3 The Curse of Leo (1974)
  - Deutsch: Die Nächte des Werlöwen. Pabel (Dämonenkiller Taschenbuch #11), 1975.
- 4 Gemini Smile, Gemini Kill (1975)
  - Deutsch: Die teuflischen Schwestern. Pabel (Dämonenkiller Taschenbuch #14), 1976.
- 5 The Virgo Crypt (1975)
  - Deutsch: Blut für die Verdammten. Pabel (Dämonenkiller Taschenbuch #19), 1976.
- 6 Claws of the Crab
  - Deutsch: Sothon: Tod aus dem schwarzen Wasser. Pabel (Vampir Taschenbuch #81), 1980.

Einzelromane
- Identity Seven (1974)
  - Deutsch: Das siebte Ich. Übersetzt von Ingrid Rothmann. Bastei Lübbe #21084, 1976, ISBN 3-404-00504-X.
- The Thirteen Bracelets (1974)
- Ragnarok! (2014)

Sammlungen
- A Harvest of Hoodwinks (1970)
- Boris Karloff Presents More Tales of the Frightened (1975)

Kurzgeschichten
- Rundown (1963)
- Appointment at Ten O’Clock (1964)
  - Deutsch: Verabredung um 10. In: Charlotte Winheller (Hrsg.): Irrtum der Maschinen. Heyne (Heyne Allgemeine Reihe #299), 1964.
- Mar-ti-an (1964)
- The Star Party (1964)
  - Deutsch: Tierkreis-Party. In: Science-Fiction-Stories 55. Ullstein (Ullstein 2000 #105 (3195)), 1975, ISBN 3-548-03195-1.
- Coming Out Party (1965)
- Debut (1966)
- Feodar’s Box (1966)
- The Courteous of Ghoor (1968)
- Variant: Archimedes' Lever (1968)
- The Locator (1968)
  - Deutsch: Punktlandung. In: Wulf H. Bergner (Hrsg.): Flucht in die Vergangenheit. Heyne (Heyne Science Fiction & Fantasy #3131), 1968.
- However (1968)
- Because of Purple Elephants (1970)
- Futility Is Zuck (1970)
- Only a God (1970)
- Rolling Robert (1970)
- Snowbird and the Seven Warfs (1970)
- The Fall of All-Father (1970)
- Kite: Yellow and Green (1973)
  - Deutsch: Ein Drachen, gelb und grün. In: Wulf H. Bergner (Hrsg.): Der Aufstand der Kryonauten. Heyne (Heyne Science Fiction & Fantasy #3454), 1975, ISBN 3-453-30338-5.
- A Small Trick (1975)
- Blood Money (1975)
- Blood Will Tell (1975)
- Carafe of a Corpse (1975)
- Chains (1975)
- Dark Secret (1975)
- Death Can’t Wait (1975)
- Don’t Kill the Little Lamb (1975)
- Down to the Sea in Screams (1975)
- Grains of Death (1975)
- Hanging House (1975)
- Heartthrob (1975)
- In the Graveyard One Night (1975)
- Keeper of the Vault (1975)
- Put on a Deadly Face (1975)
- The Beat of Leather Wings (1975)
- The Dead Rest Uneasily Tonight (1975)
- The Empty Closet (1975)
- The Fishmonger (1975)
- The Flickering Candles (1975)
- The Forbidden Page (1975)
- The Laughing Buddha (1975)
- The Masked Dolls (1975)
- The Phantom Fiddler (1975)
- The Terror Blend (1975)
- There’s Something in the Soup (1975)
- The Recent Semifinals (1976)